# 송수근
송수근(宋秀根, 1961년 ~ )은 대한민국의 공무원이었다.
2016년 12월 황교안 권한대행에 의해 문화체육관광부 제1차관에 임명되었다. 조윤선이 박근혜-최순실 게이트에 연루되어 구속된 후 사직하면서 문화체육관광부 장관 권한을 대행했다. 배우자는 前 서울동부지검장 출신 조희진 변호사이다. 그는 문체부 기획조정실장직에 있을 당시 박근혜 정부의 이른바 '문화계 블랙리스트 사건'의 주요 업무를 총괄했던 문체부 산하 '건천 컨텐츠 활성화 TF'를 이끌며 블랙리스트 작성 실무를 주도했다. 2019년 8월 1일, 제 9대 계원예술대학교 총장으로 임명되는 과정에서 블랙리스트 사건 관련자라는 사실은 학생, 일부 교수, 시민단체 등의 많은 반발을 불러일으켰다.

## 학력
- 성동고등학교
- 고려대학교 영어영문학, 행정학 학사
- 고려대학교 대학원 국제법 석사
- 인디애나대학교 대학원 법학 석사
- 경희대학교 대학원 행정학 박사

## 경력
- 제31회 행정고시 합격
- 공보처 해외공보관
- 공보처 장관비서관
- 문화체육관광부 기획총괄담당관
- 문화체육관광부 문화미디어국 국장
- 제12대 뉴욕한국문화원 원장
- 국립중앙박물관 교육문화교류단 단장
- 문화체육관광부 홍보지원국 국장
- 문화체육관광부 문화콘텐츠산업실 콘텐츠정책관
- 새누리당 교육문화체육관광정책위원회 수석전문위원
- 문화체육관광부 기획조정실 실장
- 문화체육관광부 차관보 직무대행
- 문화체육관광부 제1차관
- 문화체육관광부 장관 직무대행
- 제9대 계원예술대학교 총장